# Dinas Emrys
Dinas Emrys, che in gallese significa fortezza di Ambrosio, è una fortezza collinare di pietra e legno vicino a Beddgelert, nel Galles del nord. Oltre ad avere importanza come sito archeologico, è per molti un luogo di grande valore, perché legato alle leggende su re Artù. Secondo la Historia Brittonum, vi si verificò il famoso colloquio tra il sovrano supremo britannico Vortigern e Merlino. Scappato dagli anglosassoni nel Galles, Vortigern scelse questo luogo per costruire il suo palazzo reale, ma ogni giorno i suoi uomini costruivano una torre che puntualmente di notte crollava. La cosa continuò per alcune settimane, fino a quando Vortigern fece cercare un orfano con poteri profetici di cui aveva sentito parlare: Myrddin Emrys, cioè Merlino, che fu trovato nella città di Caer Myrddin (Carmarthen). Il ragazzo spiegò a Vortigern che la causa del crollo erano due draghi, uno bianco e uno rosso, che si trovavano là sotto. Il drago bianco, che ora stava vincendo, rappresentava i sassoni, ma presto sarebbe stato sconfitto dal drago rosso, simbolo dei britanni. Dopo la disfatta di Vortigern, la fortezza fu assegnata al re supremo Ambrosio Aureliano, detto Emrys Wledig (Imperatore), epiteto da cui la fortezza trasse il suo nome.

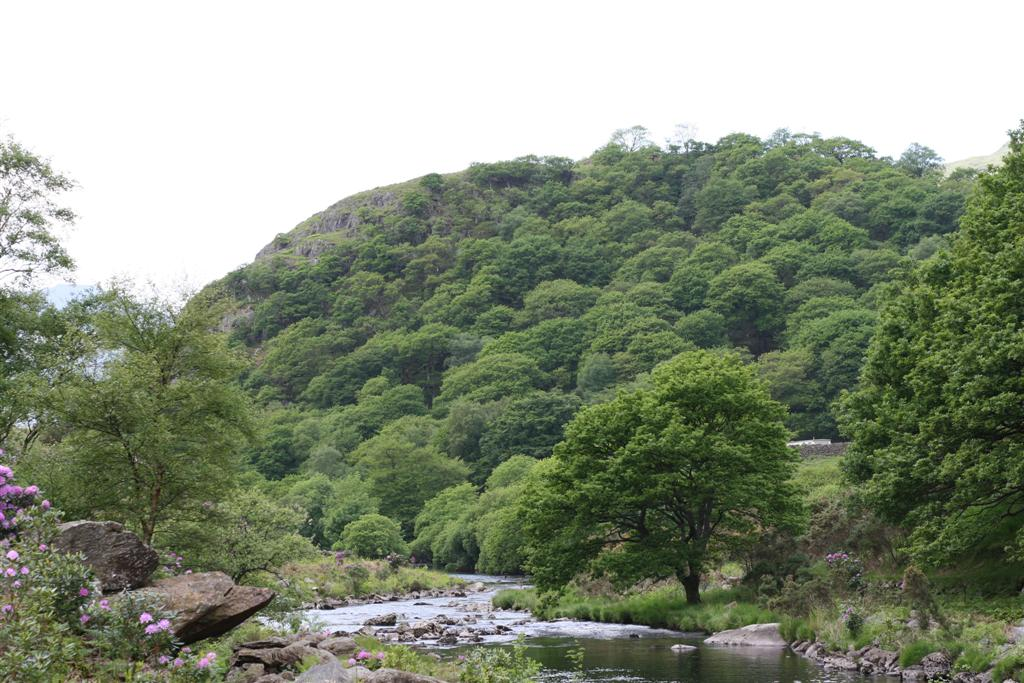
Dinas Emrys

È la storia Lud e Llefelys, contenuta nel Mabinogion, a spiegare come mai i draghi si trovassero in quel luogo. Durante il regno di Lud in Britannia, si udì un tremendo grido di origine sconosciuta, che, come rivelò il re della Gallia, Llefelys, era provocato da due draghi che combattevano. Questo grido sarebbe cessato solo dopo la cattura delle due bestie. Allora Lud li catturò e li seppellì a Dinas Emrys. Sempre secondo la tradizione, mago Merlino nascose in quel luogo il suo tesoro. A un certo punto il forte fu chiamato Dinas Fforan, cioè fortezza con alti poteri. Non lontano da Dinas Emrys si trova infatti Cell-y-Dewiniaid, cioè il boschetto dei maghi: un campo dove un tempo c'era un bosco di querce in cui i saggi di Vortigern si incontravano per discutere i grandi eventi del loro tempo. Loro furono sepolti in un campo adiacente.
La maggior parte di ciò che oggi resta di questa fortezza risale comunque al X secolo.